# 7551 Edstolper
7551 Edstolper eller 1981 EF26 är en asteroid i huvudbältet som upptäcktes den 2 mars 1981 av den amerikanska astronomen Schelte J. Bus vid Siding Spring-observatoriet. Den är uppkallad efter amerikanen Edward M. Stolper.
Asteroiden har en diameter på ungefär 20 kilometer.